# Obanazawa

Obanazawa (尾花沢市; -shi) é uma cida japonesa localizada na província de Yamagata.
Em 2003, a cidade tinha uma população estimada em 21 382 habitantes e uma densidade populacional de 57,43 h/km². Tem uma área total de 372,32 km².
Recebeu o estatuto de cidade a 10 de Abril de 1959.